# NGC 655
NGC 655 este o galaxie situată în constelația Balena. A fost descoperită în 12 decembrie 1885 de către Ormond Stone. De asemenea, a fost observată încă o dată de către Herbert Howe.